# Ambrus
Ambrus, je razbacano naselje u općini Ivančna Gorica. Smješteno je u zapadnom dijelu Suhe krajine (Dolenjska) uz cestu Zagradec – Žvirče na sjeverozapadnom rubu većeg zaljeva i na južnoj padini Kamni vrha i istočnom obronku Marofa. 
Jezgra sela nalazi se oko župne crkve sv. Bartola. Opsežna suha dolina teče u smjeru sjever — jug. Površina polja je krška, prošarana je poljima i livade koje su uređenu kao terase. Ispod sela nalazi se izvor B'č. 
Okolica sela bila je poprište nekoliko vojnih operacija tijekom Drugog svjetskog rata. 

## Ambrus u Drugom svjetskom ratu
Tijekom Drugog svjetskog rata u okolici sela se odigralo više borbi. Najznačajnija je bila operacija koju je izveo Glavni štab Slovenije 16. – 19. ožujka 1943. s 1., 2., 3. i 4. brigadom protiv uporišta Bela Garde u Suhoj krajini. Težište te operacije bilo je oko Ambrusa. 
Brigade su se prethodno okupile u prostoru oko Dobrave, Vrboveca, Kala, Dobrniča, te su se u noći s 15. na 16. ožujka prebacile preko rijeke Krke, u području zapadno od sela Zagradeca i sela Dvora, te napale iste noći. 
| Vojna jedinica | Cilj napada                                                                    |
| -------------- | ------------------------------------------------------------------------------ |
| 1. brigada     | Ambrus                                                                         |
| 2. brigada     | Zatvoriti pravac od Kočevja i Žumberka te srušiti prugu Dobrepolje – Grosuplje |
| 3. brigada     | Hočevje                                                                        |
| 4. brigada     | Korinj                                                                         |

Brigade su brzo prodrle u uporišta i u borbama prsa u prsa, sabile belo gardiste u nekoliko zgrada. Talijani su im pritekli u pomoć te su pozvali zrakoplovstvo, topništvo, 1. bojnu te dijelove 2. legije Crnokošuljaša iz Zagradeca, Krške vasi i Videma, i 3. specijalnu bojnun Crnokošulja iz Ribnice. 
U noći s 16. na 17. ožujka te sutradan uputili su još po jednu bojnu 22. pješačke divizije Cacciatori delle Alpi, 153. pješačke divizije Macerata te 14. pješačke divizije Isonzo pravcima Videm – Korinj – Ambrus, Kočevje – Stari Log – Smuka i Žužemberk – Šmihel – Plešivica. 
U četverodnevnim borbama oko Ambrusa, Hočevja i Korinja, na Malom i Golom vrhu, Debelom hribu, Kamenom vrhu i Plešivici, kod Male gore, Ratja, Lopate i dr., Talijani i belogardisti imali su 114 mrtvih i 173 ranjena, a slovenske brigade 33 mrtva i 44 ranjena. Partizani su zaplijenili 7 strojnica, 10 lakih strojnica, 2 teška i 3 laka minobacača, 130 pušaka, dosta streljiva i druge opreme. 
Zahvaljujući većim manevarskim mogućnostima, koje im je pružao kamionski prijevoz jedinica, Talijani su uzastopnom koncentracijom nadmoćnijih snaga uspjeli su više puta okružiti partizanske snage, ali ih nisu mogli uništiti. Brigade su odlučnim napadima i hrabrim jurišima razbile sve njihove obruče te su tijekom noći 19. na 20. ožujka povukle su se iz Suhe krajine preko Smuke na sektor Starog Loga, a odatle, preko Male gore i Ribničke doline, na Veliku goru. 